# Spetsvinklad videguldmal
Spetsvinklad videguldmal (Phyllonorycter dubitellus) är en fjärilsart som först beskrevs av Herrich-Schäffer 1855.  Spetsvinklad videguldmal ingår i släktet guldmalar, och familjen styltmalar. Arten är reproducerande i Sverige.